# Notre Dame Award
Der Notre Dame Award wird von der Universität Notre Dame, Indiana seit 1992 vergeben. Mit diesem Preis werden internationale humanitäre Dienste gewürdigt.

## Preisträger
- 1992: Rosalynn Carter, Gattin von Jimmy Carter
- 1993: Mutter Teresa, Gründerin des Ordens Missionarinnen der Nächstenliebe
- 1994: Jean Vanier, Gründer der Arche-Gemeinschaft
- 1997: Frère Roger, Gründer der Communauté de Taizé[1]
- 1998: Kardinal Vinko Puljić, Sarajevo
- 1999: Pfarrer Leon Howard Sullivan
- 2001: Andrea Riccardi, Gründer der Gemeinschaft Sant’Egidio
- 2003: Hassan ibn Talal von Jordanien